# Chalcis ferox
Chalcis ferox är en stekelart som beskrevs av Jean-Jacques Kieffer 1905. Chalcis ferox ingår i släktet Chalcis och familjen bredlårsteklar. Inga underarter finns listade i Catalogue of Life.